# Richard Atkinson
Richard John Copland Atkinson, född 22 januari 1920 i Evershot i Dorset, död 10 oktober 1994, var en brittisk arkeolog och forntidshistoriker.

## Biografi
Atkinson föddes i Evershot, Dorset, och gick i skola vid Sherborne School och studerade sedan vid Magdalen College, Oxford University, där han studerade filosofi, politik och ekonomi. Under andra världskriget gjorde hans situation som troende Kväkare att han blev samvetsvägrare till militärtjänsten. 1944 blev han assisterande museitjänsteman vid Ashmolean Museum. 1949 blev han utsedd till lektor vid University of Edinburgh.
Atkinson utförde undersökningar vid Stonehenge för arbetsministeriet mellan 1950 och 1964.Under denna period var han verksam för att göra teorierna om Stonehenges ursprung och konstruktion känd för allmänheten. Detta skedde till exempel genom BBC:s  program Buried Treasure (1954) som bland annat försökte demonstrera hur stenarna hade transporterats över vatten och land. Han formulerade också en teori om hur Stonehenge hade skapats.
Han undersökte också platser som Silbury Hill, West Kennet Long Barrow, och Wayland's Smithy tillsammans med vännerna Peggy Piggott, hennes make Stuart Piggott och John F.S. Stone. Hans arbete med Silbury Hill var en del av BBC dokumentärserie Chronicle om detta minnesmärke. 1958 flyttade till University College i Cardiff, för att bli detta universitets första professor i arkeologi. Han stannade kvar i Cardiff till dess att han pensionerade sig 1983. 
Han arbetade i Cardiffs universitets bidragsnämnd. Atkinson arbetade intensivt för att främja och utveckla vetenskaplig brittisk arkeologi  och hans berömmelse gällde praktiska bidrag till arkeologins teknik och hans pragmatiska lösningar till problem som uppkom under grävningsarbetet. Han redogör för detta i handboken  Field Archaeology som han skrev 1946. Han blev kommendör av brittiska imperieorden 1979.
Då han samarbetade med Stuart Pigott gällde en överenskommelse att Piggot skulle publicera arbetet om West Kennet Long Barrow  medan Atkinson skulle publicera arbetet om Stonehenge. Atkinson fullföljde aldrig arbetet med att publicera grävningar i Stonehenge vilket var ett större problem. Arbetet med att bokföra och klassificera de många fynden och erfarenheterna av hans utgrävningar fortsatte därför i flera år efter hans död.

## Atkinsons efterlämnade arv
English Heritage  har  erhållit Atkinsons samling av över 2,000 fotografier av Stonehenge som förvaras i det publika English Heritages arkiv. Wessex Gallery of Archaeology, som öppnade Salisbury museum 2014 ställer ut  bronsåldersfynd som hittades av  Atkinson i juli 1953.